# Gegenwartsbesteuerung
In der Schweiz galt lange Zeit das System der Vergangenheitsbesteuerung (Praenumerando-System). Die meisten Kantone wechselten auf den 1. Januar 2001, die restlichen auf den 1. Januar 2003, auf das System der Gegenwartsbesteuerung (Postnumerando-System).
Bei der Vergangenheitsbesteuerung ist die für die Steuerperiode geschuldete Steuer aufgrund des in einem früheren Zeitraum erzielten Einkommens berechnet. Der Gesetzgeber geht von der Annahme aus, dass das Einkommen bzw. der Reingewinn der Vorperiode demjenigen der Steuerperiode entspricht. Je nach Kanton wurde dabei entweder eine einjährige oder zweijährige Periode angewandt.
Bei der Gegenwartsbesteuerung ist das in der Steuerperiode erzielte Einkommen Berechnungsgrundlage. Veranlagt und erhoben wird die Steuer erst nach Ablauf des Steuerjahres.
In der Finanz- und Steuerwissenschaft gilt die Gegenwartsbesteuerung als das sachlich beste System der zeitlichen Bemessung. Die Vorteile gegenüber der Vergangenheitsbesteuerung bestehen namentlich in der rascheren Anpassungsfähigkeit der Besteuerung an konjunkturelle Schwankungen in den Einkommensverhältnissen sowie im Wegfall der zeitaufwendigen Zwischenveranlagungen und anderer Sonderveranlagungen.
Allerdings hat nach diesem System der Steuerpflichtige jährlich eine Steuererklärung auszufüllen, was bei den Veranlagungs- und Bezugsbehörden zu Mehraufwand führt.